# Maria Lenzen
Maria Lenzen (* 18. Dezember 1814 in Dorsten als Maria de Sebregondi; † 11. Februar 1882 in Anholt) war eine deutsche  Schriftstellerin.

## Leben
Maria Lenzen hieß mit Geburtsnamen Sebregondi und war die Tochter eines Dorstener Arztes. Sie besuchte die Ursulinenschule in Dorsten. Am 17. Januar 1834 heiratete sie den Rechtsanwalt Gustav Lenzen, mit ihm lebte sie in Elberfeld. Nach dem Tod ihres Ehemanns zehn Monate später kehrte sie in ihr Dorstener Elternhaus zurück und wurde schriftstellerisch tätig. Bei der 200-Jahr-Feier des dortigen Gymnasium Petrinum wurde sie bereits mit den Worten „unsere als Schriftstellerin bekannte Maria Lenzen“ vorgestellt. 1848 heiratete sie erneut und lebte mit ihrem Mann Ignaz ten Brink in Anholt, wo sie für repräsentative Aufgaben sowie Geburt und Erziehung ihres Sohnes Franz ihre schriftstellerische Tätigkeit unterbrach, sich aber mit Erlaubnis des Papstes den Geburtsnamen di Sebregondi zulegte.
Erst mit dem Tode ten Brinks im Jahre 1875 schrieb sie wieder. Sie hatte enge Kontakte zum Fürstlich Salm-Salmschen Hof auf Burg Anholt. Literarisch wandte sie sich heimatlichen Themen zu, wobei meist der Adel eine besondere Rolle spielte. Sie ist im Besonderen durch ihre Novellen einem breiteren Publikum bekannt geworden.
Maria Lenzen verstarb 1882 in Anholt und wurde auf dem Friedhof Anholt beigesetzt.

## Romane und Novellen
- Der Sieg des Glaubens. Eine Erzählung aus dem 2. Jahrhundert, 1840.
- Nekodas oder die Zerstörung Jerusalems. Eine Erzählung, 1841.
- Angela, die brave Tochter. Erzählung für die reifere Jugend, 1842.
- Marcel, der brave Sohn, 1861.
- Melete, oder der Sieg des Glaubens. Eine Erzählung aus dem 2. Jahrhundert. 1842.
- Die Bettler in Köln. Ein Roman, 3 Bände. Leipzig: Kollmann 1843. 752S.
- Glandorf. Ein Roman, 3 Bände. 1844.
- Ciullo d'Alcamo. Ein historischer Roman, 3 Bände. 1845.
- Magnus Krafft. Ein Roman, 3 Bände. Leipzig: Kollmann 1847. 900S.
- Das erste Jahr. Eine Weihnachtsgabe für junge Mütter. 1872. 71S.
- Der Prozess. Eine Novelle, 1871
- Aus der Heimath. Gesammelte Novellen, 1871.
- Zwischen Ems und Wupper, 1872.
- Das Fräulein aus dem Sassenreich. Eine Historie vom Niederrhein, 1876.
- Blumen der Heide. Drei Erzählungen, um 1880.
- Drei Erzählungen. Fritz Elmers Pflegesohn. Was sein muß, muß sein. Caroline, um 1880.
- Auf einsamen Wegen. Novelle. Habbel, Regensburg 1872.
- Geheime Schuld. Novelle. Schöningh, Paderborn 1879.
- Sunehild. Historische Novelle. Bachem, Köln 1879.
- Eine Haideblüte. Novelle, 1880f.
- Unter Sommerlaub und Winterschnee. Gesammelte Novellen. Bachem, Köln 1881.
- Vor einem halben Jahrhundert. Gesammelte Novellen. Bachem, Köln 1881.
- Die begrabenen Schuhe. Novelle. 1884.[3]
- Trüber Morgen, goldener Tag. Bachem, Köln 1885.
- Rau von Nettelhorst. Roman. Bachem, Köln 1886.
- Blumen der Haide. Drei Erzählungen. (Mit Amelie Godin) Braun, Leipzig 1886.
- Gefehlt. Novelle. Bachem, Köln 1889.
- Drückende Fesseln. Roman. Bachem, Köln 1894.[4]